# Энрикес Уренья, Педро
Педро Энрикес Уренья, собственно Николас Федерико Энрикес Уренья (исп.  Pedro Henríquez Ureña, Nicolás Federico Henríquez Ureña, 29 июня 1884, Санто-Доминго — 11 мая 1946, Буэнос-Айрес) — доминиканский филолог, журналист, педагог.

## Биография
Из семьи интеллектуалов в нескольких поколениях: отец — Франсиско Энрикес-и-Карвахаль, врач, адвокат, писатель и педагог, на короткое время — президент республики (1916), мать — известная поэтесса, дядя — ближайший друг Хосе Марти, дед — писатель и политик. По окончании университета работал журналистом и преподавателем в Мексике (1906—1913), в 1914 — на Кубе, в 1915—1921 — в США, затем снова в Мексике, с 1924 — в Аргентине, где был близок к кругу журнала Sur, дружил с Борхесом. Умер внезапно, в поезде, по пути из Буэнос-Айреса на очередную лекцию в университет Ла-Платы.
Младший брат — Максимилиан (Макс) Энрикес Уренья (1885—1969) — филолог, журналист, дипломат.

## Научные интересы
Как филолог занимался проблемами языка (в том числе, диалектологией), историей литературы, актуальной литературной критикой. Ряд работ Энрикеса Уреньи посвящён проблемам самосознания и самовыражения Латинской Америки как целого, противостоящего, с одной стороны, Испании как бывшей метрополии, с другой — США. При этом он был свободен от национализма и всегда оставался, по словам Борхеса из его предисловия к сборнику «Литературной критики» Энрикеса Уреньи (1960), «космополитом в первоначальном и прямом смысле этого слова, который отчеканили стоики, объявившие себя гражданами мира».

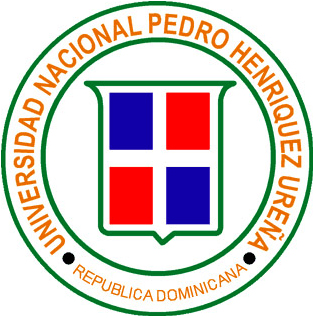
Герб Национального университета Доминиканской республики

## Признание
В 1940—1941 был приглашен Гарвардским университетом выступить в рамках престижных Нортоновских лекций. Хорхе Луис Борхес посвятил Энрикесу Уренье миниатюру «Сон Педро Энрикеса Уреньи» (см.: ), не раз с благодарностью вспоминал об их встречах и разговорах. Стихотворение в прозе ему посвятил Хуан Рамон Хименес, эссе — Эрнесто Сабато. В целом П.Энрикес Уренья оказал большое влияние на интеллектуальный климат Латинской Америки и, в частности, Мексики и Аргентины, его называют «наставником Америки».
Имя ученого носит Национальный университет Доминиканской республики в Санто-Доминго.

## Книги
- Horas de estudio (1910)
- Chupetín: El chupete de la mujer (1913)
- Nacimiento de Dionisios (1916)
- En la orilla: mi España (1922)
- La utopía de América (1925)
- Apuntaciones sobre la novela en América  (1927)
- Seis ensayos en busca de nuestra expresión (1928, текст on line: )
- La cultura y las letras coloniales en Santo Domingo (1936)
- Sobre el problema del andalucismo dialectal de América (1937)
- Gramática Castellana (1938—1939, в соавторстве с Амадо Алонсо)
- Plenitud de España (1940)
- Corrientes Literarias en la América Hispana (1941)